# Gilberto González
Gilberto González (México, 19 de febrero de 1906-Palenque, Chiapas, 21 de marzo de 1954) fue un actor mexicano. Se desempeñó como extra en varias películas pertenecientes a la Época de Oro del cine mexicano.  

## Biografía y carrera

### Primeros años
Gilberto González, nació el 19 de febrero de 1906 en Ciudad de México.

### Trayectoria actoral
Tras varios oficios, consiguió un papel como extra en la cinta Su última canción en el año de 1933, teniendo tan buena fortuna que en su tercera cinta (Janitzio (1935)) consigue el papel antagónico, que le hacía la vida imposible al protagonista, interpretado por Emilio “Indio” Fernández. Es gracias a este papel que se le ofrecen más proyectos, en donde por lo general figuraba como el villano principal.
Entre las cintas en las que actúa destacan Almas rebeldes (1937), en donde hacían su debut tres de los futuros pilares del cine mexicano: Raúl de Anda, Alejandro Galindo y Víctor Manuel Mendoza, como productor, director y actor respectivamente; Los bandidos de Río Frío (1938), Sota, caballo y rey (1944), en la que debutaba Luis Aguilar, Canaima (1945), alternando con la pareja más famosa de entonces: Jorge Negrete, Gloria Marín y con la reina del melodrama Charito Granados, gracias a la cual recibe el Ariel al mejor actor de cuadro, La selva de fuego (1945) con la diva Dolores del Río y Arturo de Córdova, La perla (1947) con Pedro Armendáriz, Captain from Castile (1947), su primera experiencia en Hollywood en un pequeño papel, La vorágine (1949), La malquerida (1949), que se destaca por el duelo de divas: Dolores del Río – Columba Domínguez, La posesión (1950) con Jorge Negrete y Miroslava, Vino el remolino y nos alevantó (1950), El suavecito (1951), cinta consagratoria de Víctor Parra, Subida al cielo (1952) en la que es dirigido por Luis Buñuel, Ahora soy rico (1952), intenso drama estelarizado por Pedro Infante y Marga López, El bombero atómico (1952), una de sus pocas intervenciones en comedia, aquí al lado de Cantinflas y El rebozo de Soledad (1952), por la que conseguiría su última nominación al Ariel.

Su última aparición en cine sería en The Littlest Outlaw (1954), película que dirigió Roberto Gavaldón en Estados Unidos para Disney. 

## Muerte
El 21 de marzo de 1954, González falleció en Palenque, Chiapas, a los 48 años de edad, a causa de un ataque cardíaco.

## Filmografía
| Año  | Título                   | Papel                            |
| ---- | ------------------------ | -------------------------------- |
| 1933 | Martin Garatuza          | Sin créditos                     |
| 1935 | Janitzio                 | Manuel Moreno                    |
| 1935 | Los Muertos Hablan       | Comandante García (sin créditos) |
| 1935 | Hoy comienza la vida     | Cliente de Luis                  |
| 1936 | Judas                    |                                  |
| 1936 | Master Nostra            |                                  |
| 1936 | Juan Pistola             |                                  |
| 1937 | Almas Rebeldes           |                                  |
| 1938 | Ojos Tapatios            |                                  |
| 1938 | La Adelita               |                                  |
| 1938 | Alarma                   |                                  |
| 1938 | La tierra del Mariachi   |                                  |
| 1938 | Los Badidos del Rio Frio | Evaristo Rivera                  |
| 1938 | Mientras Mexico Duerme   | German                           |

- Las Islas Marías (1951)

## Premios y nominaciones

### Premios Ariel
| Año  | Categoría       | Película                        | Resultado |
| ---- | --------------- | ------------------------------- | --------- |
| 1947 | Actor de cuadro | Canaima                         | Ganador   |
| 1948 | Actor de cuadro | La perla                        | Nominado  |
| 1951 | Actor de cuadro | Vino el remolino y nos alevantó | Ganador   |
| 1953 | Actor de cuadro | El rebozo de Soledad            | Nominado  |